# عاشق کوچک
عاشق کوچک فیلمی به کارگردانی فرخ انصاری بصیر و نویسندگی مسعود مدنی ساختهٔ سال ۱۳۶۴ است.

## بازیگران
- علی زرینی
- جلال اجلالی
- پروین اشکانی
- محمود شولیزاده
- ناصر برهان آزاد
- حمید هدی نیا
- علی مرادی
- علی آقابابایی
- عنایت کرمی
- اکبر ابراهیم زاده
- جعفر قنایی
- فرخ انصاری بصیر